# Naturdenkmal 1000-jährige Eiche (Brunskappel)

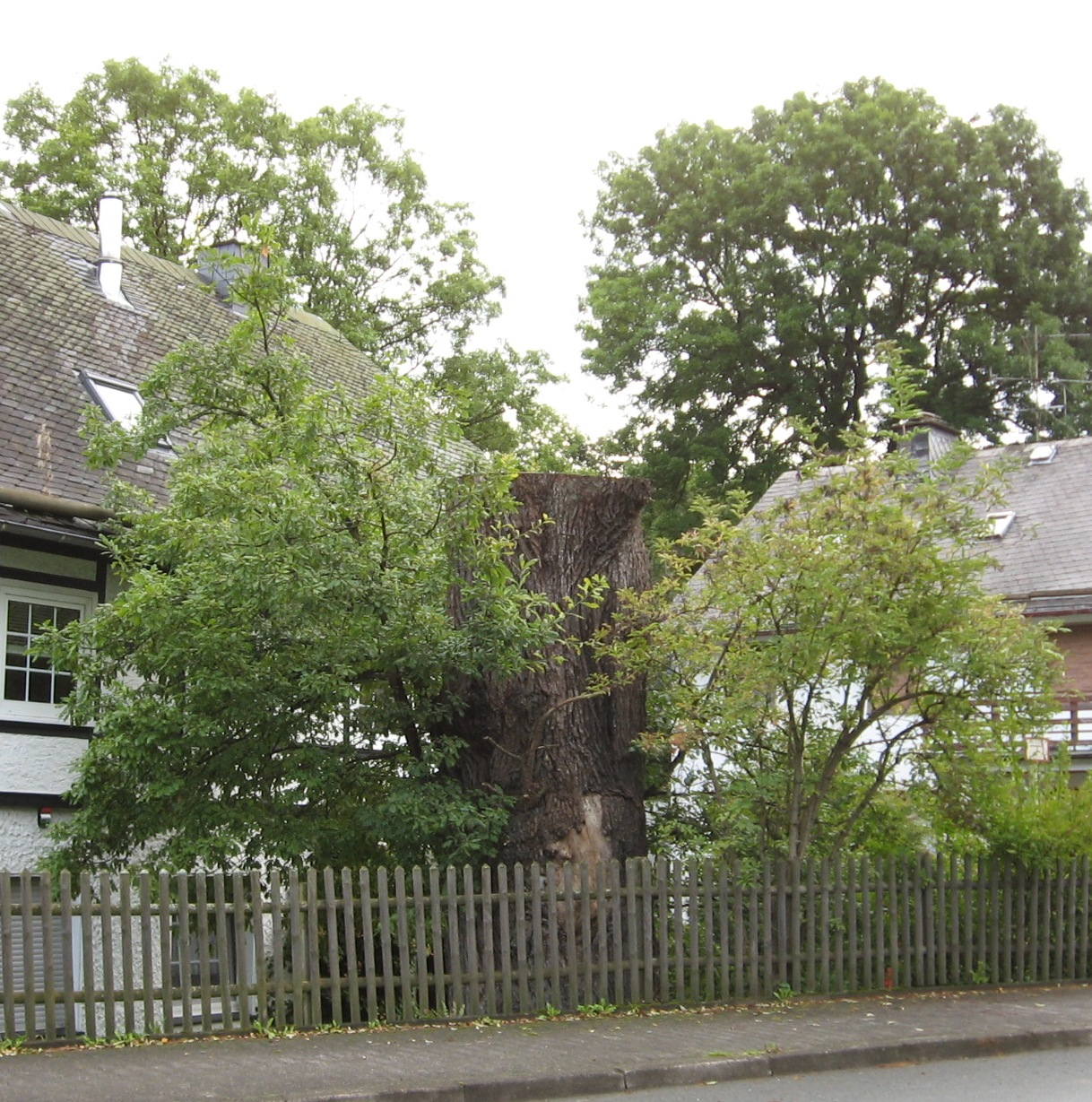
Reststamm der 1000-jährigen Eiche, 2014

Der Naturdenkmal 1000-jährige Eiche war ein Naturdenkmal in Olsberg-Brunskappel am Haus Negertalstraße Nr. 13. Die 1000-jährige Eiche wurde 2006 durch den Hochsauerlandkreis als Naturdenkmal ND 206 – Eiche, L 742 / Neger-Überfahrt ausgewiesen.
Das Alter der Eiche wurde auf 350 und 500 Jahren geschätzt, sie wurde aber trotzdem im Volksmund 1000-jährige Eiche genannt. 2007 fanden Arbeiten zur längerfristigen Erhaltung der Eiche statt. Sie blieben aber ohne Wirkung, da später festgestellt wurde, dass sich im Baum der Hallimasch angesiedelt hatte. Da er die Nährstoffzufuhr in die Baumkrone kappte, starb der Baum nach und nach ab. Am 7. Mai 2014 wurde die Eiche bis auf eine Rest-Stammlänge von sieben Metern zurückgeschnitten. Weil der Baum direkt an der Durchgangsstraße durch Brunskappel und neben einem Wohnhaus stand, war er ein Sicherheitsrisiko. Bei der Sägeaktion musste die Straße gesperrt werden. Von einem Hubwagen aus wurden größere angeseilte Baumteile abgesägt und dann mit dem Kran zu Boden gelassen. Im Holz der Eiche fand man Granatsplitter aus dem Zweiten Weltkrieg. 
Untersuchungen im Jahr 2015 an einer 2014 in sieben Metern Höhe abgesägten Baumscheibe erbrachten ein Baumalter von 260 bis 270 Jahren. Der Reststamm hat noch Äste mit Blättern.